# ماوريسيو (لاعب كرة قدم مواليد 1962)
ماوريسيو (هانغل: 마우리시우 지 올리베이라 아나스타시우) (بالبرتغالية: Maurício de Oliveira Anastácio) هو لاعب كرة قدم كوري جنوبي وبرازيلي في مركز الهجوم، ولد في 20 سبتمبر 1962 في ريو دي جانيرو في البرازيل. شارك مع منتخب البرازيل لكرة القدم. أما مع النوادي، فقد لعب مع أولسان هيونداي وبوتافوغو ريغاتاس وجمعية بورتوغيزا الرياضية وسيلتا فيغو وغريميو بورتو أليغرينزي ونادي أمريكا ونادي أوبيراريو ونادي إنترناسيونال.

## وصلات خارجية
- ماوريسيو (لاعب كرة قدم مواليد 1962) على موقع دوري كوريا الجنوبية (الإنجليزية)
- ماوريسيو (لاعب كرة قدم مواليد 1962) على موقع قاعدة بيانات كرة القدم.إي يو (الإنجليزية)
- ماوريسيو (لاعب كرة قدم مواليد 1962) على موقع ناشيونال فوتبول تيمز (الإنجليزية)